# Luta profissional na Nova Zelândia

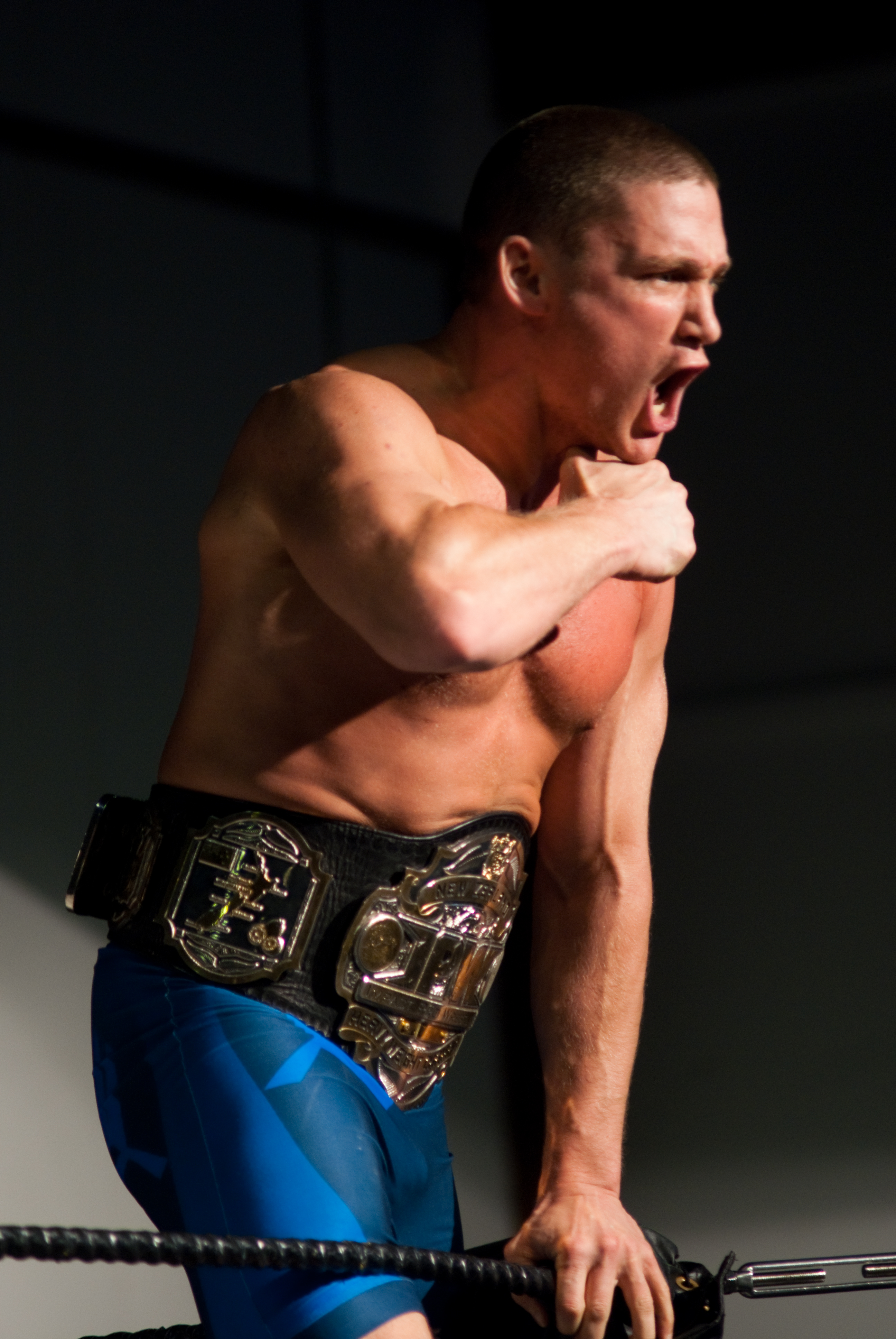
Um lutador competindo em um evento da promoção Impact Pro Wrestling, localizada em Auckland.

A luta profissional na Nova Zelândia começou a ser praticado no início do século XX. Em 1919, Gisborne Katene tornou-se o primeiro campeão nacional de pesos-pesados, embora o título não tenha sido reconhecido pela National Wrestling Alliance (NWA) até 1925. O promotor Walter Miller começou a organizar eventos nacionais apenas dez anos depois, na companhia Dominion Wrestling Union (DWU).
Porém, foram só nos anos seguintes a Segunda Guerra Mundial, que o wrestling profissional começou a se desenvolver no país. Pat O'Connor, ex-campeão de pesos-pesados da NWA e da AWA, foi um dos principais lutadores neozelandeses deste período. Durante as décadas de 1960 e 1970, vários compatriotas seus viajaram para os Estados Unidos a fim de conseguirem algum êxito na National Wrestling Alliance e na World Wide Wrestling Federation. Lutadores de promoções estadunidenses realizavam turnês pela Nova Zelândia e eram bem recebidos pelo público, sendo que o Campeonato de Pesos-Pesados da NWA foi disputado em várias vezes neste território; em 1984, Ric Flair derrotou Harley Race na cidade de Wellington, e em 2003, Jeff Jarrett unificou este título com o Campeonato de Pesos-Pesados da WWA após vitória contra Sting, em combate realizado em Auckland.
Semelhante ao que aconteceu no Reino Unido, a popularidade foi impulsionada graças a um programa de televisão. On the Mat era exibido semanalmente na década de 1970 e contava com lutas da promoção All Star Pro-Wrestling (ASPW). Após a expansão mundial ocorrida em meados da década de 1980, o wrestling profissional declinou na Nova Zelândia, mas ainda manteve sua importância na indústria. Porém, retornou fortemente por volta do ano de 2003, após a criação de inúmeros circuitos independentes, e com o retorno da exibição televisiva do wrestling no país.

## História

### Anos iniciais (décadas de 1900-1920)

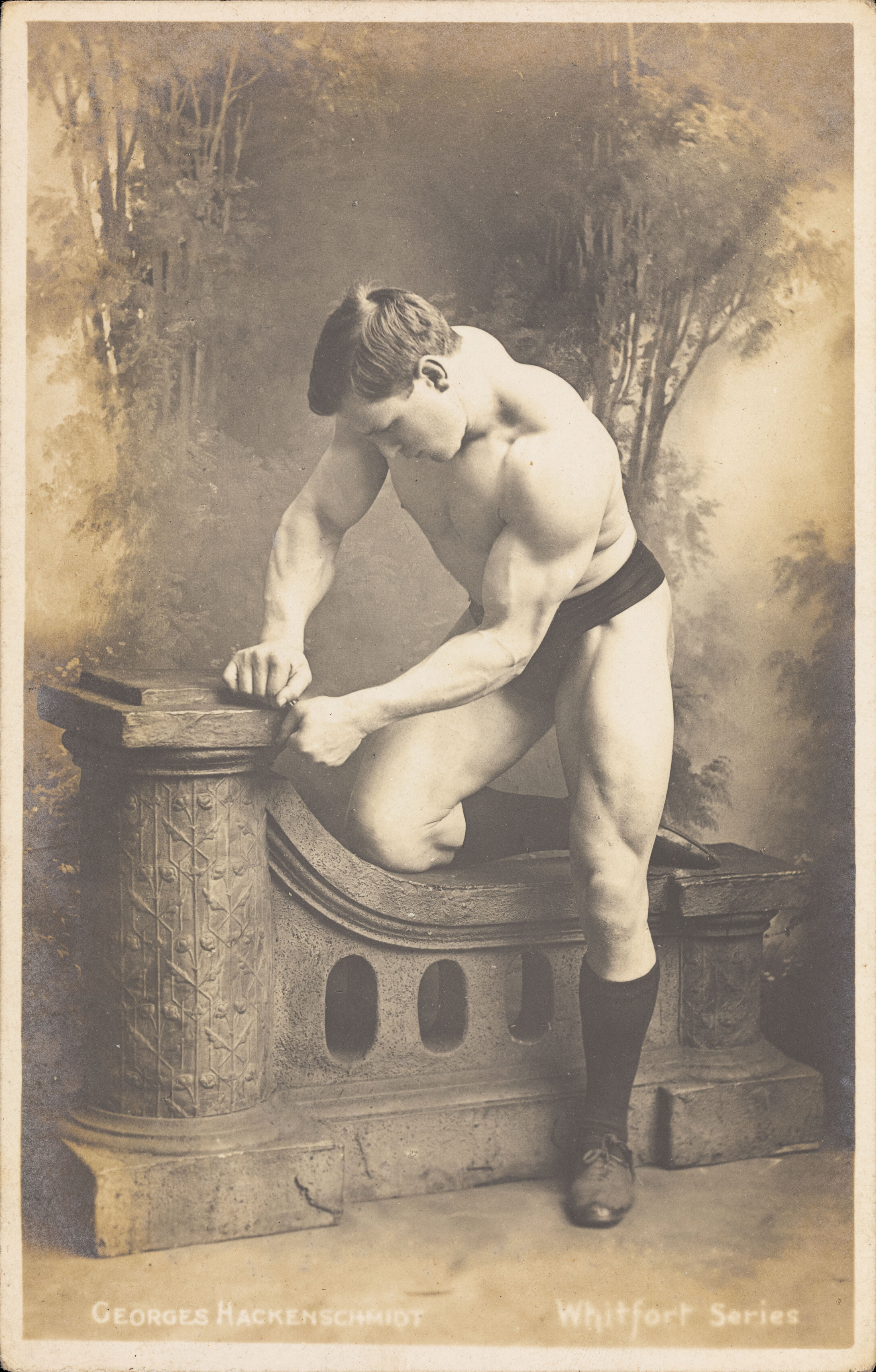
Georg Hackenschmidt, um dos precursores do wrestling profissional na Nova Zelândia.

Apesar dos registros iniciais de wrestling na Nova Zelândia remeterem a década de 1860, o wrestling profissional moderno somente se tornou conhecido no início do século XX. Georg Hackenschmidt percorreu todo o país entre 1905 e 1910 para realizar combates de exibição contra lutadores locais ao mesmo tempo que ensinava sobre a modalidade profissional. Em 1919, Gisborne Katene derrotou Frank Findlay e tornou-se o campeão inaugural do Campeonato Neozelandês de Pesos-Pesados da NWA, porém, o título ficou vago por seis anos.  O primeiro campeão reconhecido oficialmente foi Ike Robin, que conquistou o cinturão após um combate em Auckland, no dia 17 de março de 1925, antes de sua retirada do wrestling profissional; o título continuou a ser defendido por mais 70 anos.
Antes de sua aposentadoria, Robin enfrentou Stanislaus Zbyszko em uma série de melhor de 3 na Câmara Municipal de Auckland. Um dos combates durou várias horas antes de ser encerrado em empate, que segundo a revista New Zealand Railways Magazine "durou muitas e muitas horas, tornando o combate cansativo, e quando o relógio soou a meia-noite de sábado para domingo, o combate teve de cessar". Apesar da enorme distância geográfica, o wrestling profissional praticado na região da Oceania seguia os mesmos padrões do Canadá e dos Estados Unidos.

### Associação com a NWA (décadas de 1930-1940)
Em 1929, foi estabilizada na Nova Zelândia a primeira promoção de wrestling profissional, chamada Dominion Wrestling Union (DWU). Originalmente, ela estava sob controle da New Zealand Wrestling Union, um órgão governamental que fiscalizava tanto o wrestling amador como o wrestling profissional, até a contratação do promotor estadunidense Walter Miller, em 1935. Miller, que tratava de assuntos relacionados ao wrestling desde 1914, conseguiu trazer vários lutadores consagrados dos Estados Unidos para o país durante as décadas de 1930 e 1940. Em 1937, a promoção contava com Dr. Gordon McKenzie, Tom Meade, Don Mclntyre, Hal Rumberg, Ray Richards, Sam Stein, Jack Forsgren, John Spellman, Matros Kirilenko, King Kong Cox, Chief Little Wolf, Frank Marshall, Rusty Westcoatt, Glen Wade, Joe Woods, Frank Judson, Don Noland, Vie Christy, Francis Fouche e Ed "Strangler" Lewis. Os lutadores americanos tinham que viajar de barco por cerca de três semanas até a Oceania, sendo que realizavam treinamentos durante o percurso. O lutador canadense George Waler é reconhecido como o primeiro vencedor do Campeonato do Império Britânico na versão Nova Zelândia, sendo que permaneceu com o cinturão nas mãos até 1935, quando saiu da promoção e Earl McCready foi declarado vencedor. McCready fez a sua primeira defesa do título em 9 de novembro de 1937, ao derrotar Walker e permaneceu como campeão até 1940. Outros lutadores principais incluem Dean Detton, Ken Kenneth, John Kattan e o afro-americano Jack Claybourne.
Foi Lofty Blomfield, no entanto, que tornou-se o lutador mais popular naquele período no país. Blomfield tornou-se o primeiro Campeão de Pesos-Pesados de Wrestling Amador da Nova Zelândia em 1931, e o primeiro Campeão de Pesos-Pesados da Nova Zelândia sete anos depois. Durante meados da década de 1930, ele teve a oportunidade de enfrentar o Campeão Mundial de Pesos-Pesados da NWA Bronko Nagurski na primeira luta "campeão vs. campeão" da história. Walter Miller negociou com Toots Mondt, Lou Daro e Tony Stecher para Nagurski viajar até a Nova Zelândia em troca de garantir o maior penhor oferecido para qualquer lutador ou boxeador do Hemisfério Sul. Naquele momento, acreditava-se que o evento atrairia um número aproximado de 40.000 espectadores, até que Nagurski cancelou de última hora a sua vinda, causando frustração do público. Apesar disto, Blomfield viajou para Vancouver onde enfrentou Nagurski em um combate que acabou em empate, tornando-se assim o primeiro lutador neozelandês a disputar um título mundial. Em outubro de 1938, ele disputou um torneio onde tornou-se o Campeão Indiscutível de Pesos-Pesados da Nova Zelândia, sendo que iria possuir o título em mãos até a sua aposentadoria, que ocorreu em 7 de junho de 1949. Ao longo da carreira, Blomfield defendeu vigorosamente o wrestling profissional e negou as frequentes acusações de fraudes nos combates. Quatro décadas depois, ele tornou-se o primeiro lutador a ser introduzido no Hall da Fama Esportivo da Nova Zelândia, sendo que até o momento ele permanece como o único lutador de wrestling, amador ou profissional, a ser introduzido.
No mesmo ano da aposentadoria de Blomfield, um elevado número de lutadores nascidos na Nova Zelândia foram para a Europa e tornaram-se grandes estrelas no continente durante a época. Ernie "Kiwi" Kingston, por exemplo, foi considerado um dos melhores lutadores de pesos-pesados na Europa e maior rival do Campeão Britânico de Pesos-Pesados Bert Assirati. A maioria deles se consagrou no Reino Unido, como Ray Clarke, Bob Russell e Russ Bishop, sendo que enquanto alcançavam formidável sucesso na Europa, eram desconhecidos no seu país natal.

### Era de Ouro (décadas de 1950-1970)
Após o desfecho da Segunda Guerra Mundial, tanto o wrestling profissional como o amador cresceram significativamente na cultura popular do país. Parte disto deve-se às transmissões de rádio após a guerra, que narravam os eventos ao vivo. Em 1956, o wrestling profissional havia superado em termos de popularidade o esporte rugby, de origem local, e acabou se tornando a segunda modalidade com mais espectadores, atrás apenas da corrida de cavalos. A Câmara Municipal de Wellington tornou-se naquele tempo o principal local para organização de combates de wrestling, onde eram formados lutadores para depois serem enviados para uma área conhecida como Oeste do Canadá.

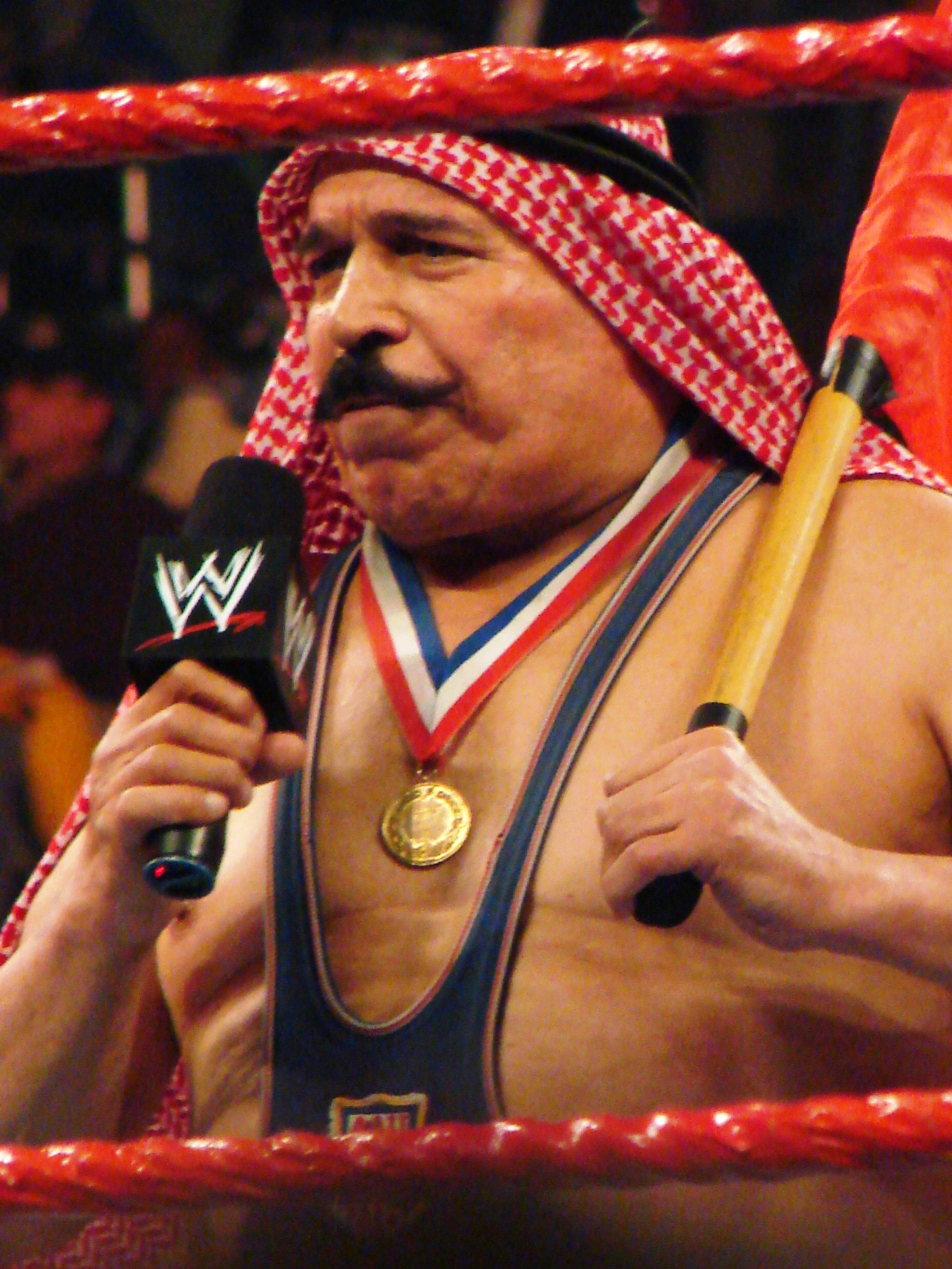
O programa de televisão On the Mat, de Steve Rickard, que exibia lutas de diversos lutadores, incluindo Iron Sheik. (foto)

Pat O'Connor, um campeão de wrestling amador que havia competido nos jogos Pan-Americanos e nos Jogos do Império Britânico de 1950, foi descoberto pelos promotores estadunidenses Joe Pazandak e Butch Levy e enviado para Minneapolis, Minnesota, onde acabou se tornando um dos principais lutadores da National Wrestling Alliance (NWA) e da American Wrestling Association (AWA). Em 9 de janeiro de 1959, O'Connor derrotou Dick Hutton para tornar-se o primeiro lutador neozelandês a conquistar o Campeonato Mundial de Pesos-Pesados da NWA. Nos próximos vinte anos, muitos foram os lutadores da Nova Zelândia que alcançaram grande popularidade no exterior. Abe Jacobs, por exemplo, acompanhou O'Connor na viagem e o desafiou pelo Campeonato da NWA, feito que tornou-se histórico dado que esta foi o primeiro combate de dois neozelandeses por um título mundial em solo estrangeiro.
Em 1959, Miller faleceu e foi sucedido por Steve Rickard na presidência da Dominion Wrestling Union por dois anos, antes de fundar a All Star Pro-Wrestling em 1962. O lutador e promotor John da Silva iniciou uma companhia rival no mesmo período, chamada Central Wrestling Association, que acabou falindo em meados da década de 1970. Após a morte de Miller, as aparições regulares de lutadores estrangeiros na Nova Zelândia diminuíram consideravelmente, embora alguns conseguiam chegar no país devido as condições financeiras. Naquele tempo, as principais "estrelas" do wrestling eram naturais do país, incluindo Tony Garea, Peter Maivia, Al Hobman e a dupla The Bushwhackers. De outras partes do mundo foram trazidos os australianos Ron Miller e Larry O'Day da World Championship Wrestling, o escocês Robert Bruce, os canadenses Gordon Nelson e George Gordienko, e o francês André the Giant. A South Pacific Wrestling, outra pequena promoção independente foi criada pelo árbitro Ernie Pinches revelou Johnny Garcia e Onno Boelle durante a década de 1970.
No final da década, Rickard e o promotor australiano Jim Barnett conseguiram trazer novamente lutadores estrangeiros para turnês na Nova Zelândia, e foram bem-recebidos pelo público presente. Um deles, Haystacks Calhoun, participou de várias participações televisivas junto com a sua esposa, além de entrevistas para a imprensa e visita em escolas. A estreia do programa On the Mat, de Steve Rickards, uma espécie de adaptação do britânico World of Sport, substitiuiu as transmissões via rádio e implementou na televisão neozelandesa um programa exclusivo da promoção DWU, onde exibia combates de lutadores locais e internacionais, como Pat Barrett, The Destroyer, Man Mountain Link, Les Thornton, Leo Burke, Ripper Collins, Rick Martel, Tiger Jeet Singh, Ali Vizeri, Abdullah the Butcher e Siva Afi. A vitória de Afi sobre John DaSilva em 1978 marcou a primeira ocasião em que um lutador samoano conquistou um campeonato neozelandês, e a reativação do campeonato que estava inativo desde 1964. O título mundial da NWA foi colocado em jogo no país em várias oportunidades, incluindo o famoso embate em 1979 entre Maivia e Harley Race, que acabou perdendo o cinturão. Ele acabou sendo derrotado em 1984 por Ric Flair em luta na Singapura.
Enquanto Peter Maivia, Tony Garea e The Sheepherders decidiram trabalhar nos Estados Unidos na década de 1970, lutadores da National Wrestling Alliance e da World Wide Wrestling Federation organizavam turnês regularmente no país, entre eles Don Murako, Mr. Fuji e Rocky Jonhson. A Nova Zelândia também foi a residência do consagrado ator e lutador da WWE Dwayne "The Rock" Johnson, enquanto este morava junto com o pai. Lutadores japoneses também apareciam periodicamente, incluindo Giant Baba e Little Tokyo.

### Declínio (décadas de 1980-1990)

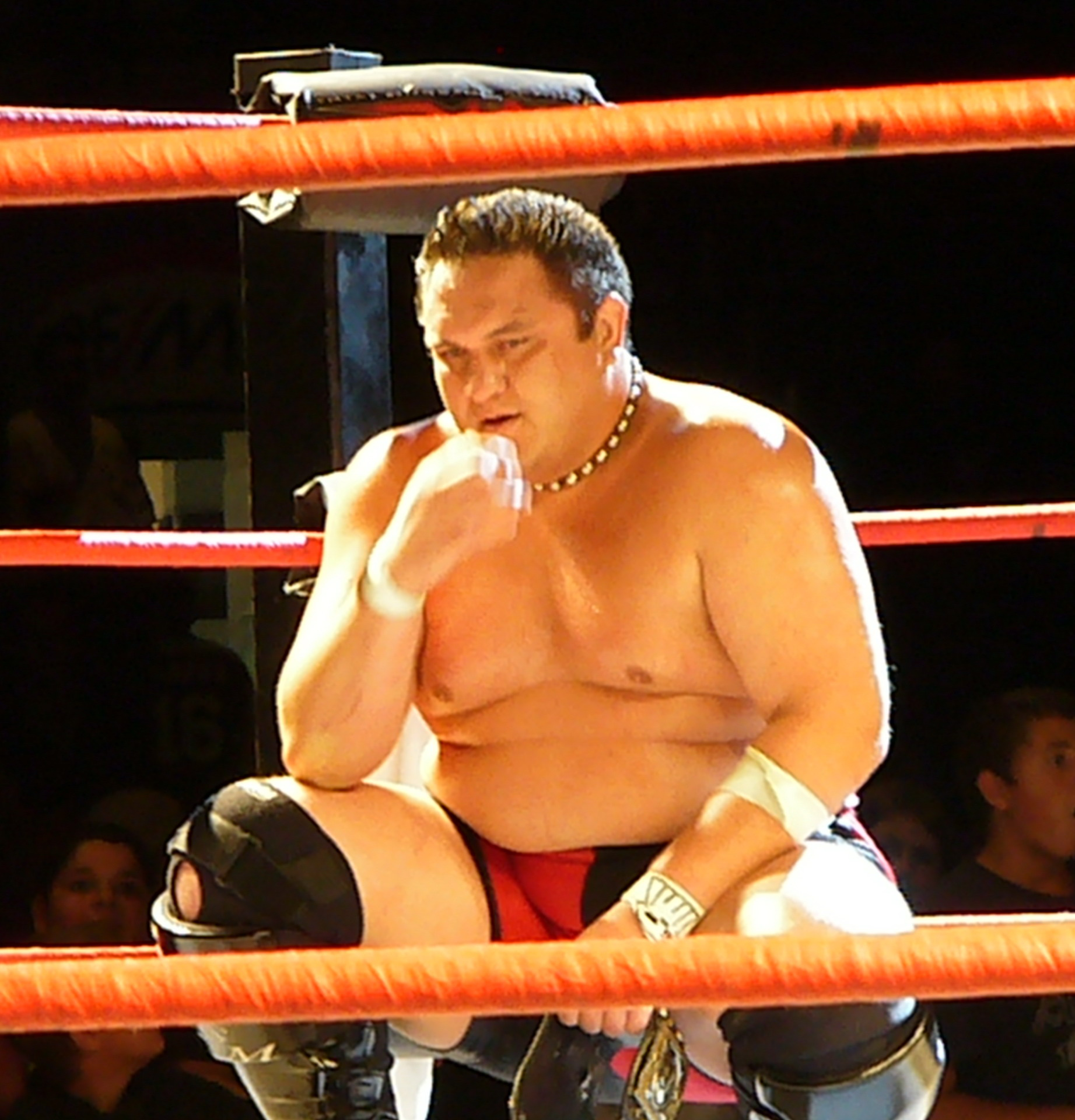
Samoa Joe tornou-se um dos ícones neozelandeses na década de 1990.

Embora a aposentadoria de lutadores como O'Connor e Garea tenha deixado um espaço vazio no wrestling neozelandês, profissionais como Ox Baker, Tor Kamata, Al Perez, Rip Morgan, Samoa Joe Bruno Bekkar e A.J. Freely ainda continuavam a manter uma popularidade, menos que menor, da forma de entretenimento desportivo no país até o início da década de 1990. A World Wrestling Federation realizava cada vez menos turnês no país, com presença de um número reduzido de lutadores, e o programa semanal On the Mat acabou sendo encerrado no início da década de 1980. Similar ao que aconteceu no wrestling estadunidense que teve recaída e encerramento das principais promoções após a "explosão" de popularidade da década de 1980, a All Star Pro-Wrestling acabou com as suas operações encerradas em 1992, após trinta anos de atividade. Vários circuitos independentes foram criados após o fechamento da All Star, incluindo a Arena Wrestling Alliance (1990), Wai-Kato Wrestling Association (1991-1992) e a International Wrestling Federation (1993), ambos com curto período de vida.
Em 1998, o wrestling profissional na Nova Zelândia tornou-se nulo, praticamente inexistente. No entanto, muitas personalidades neozelandesas mantiveram uma presença considerável na indústria: Steve Rickard serviu como Presidente da NWA entre 1995 e 1996; Jason Conlan entrou na equipe da revista Pro Wrestling Illustrated e publicou mensalmente tiras de humor; e Sharon Mazer, um professor de teatro e filme da Universidade de Canterbury escreveu uma série de artigos sobre o wrestling profissional na Nova Zelândia e arredores, incluindo o livro Professional Wrestling: Sport and Spectacle e a participação em Steel Chair to the Head: The Pleasure and Pain of Professional Wrestling (2005), de Nicholas Sammond. Ademais, o autor de ficção científica infantil Debbie Renner afirmou que competiu em sua juventude com o nome no ringue de "Tasmanian Devil" antes de se tornar escritor; e Abe Jacobs participou de uma celebração especial em um novo formato do dólar neozelandês.
Em 1999, foi criada a revista online New Zealand Pro Wrestling Informer (NZPWI) com informações sobre o wrestling profissional do país, tornando-se um dos primeiros sites da história a conter tal material. Desde 2003, o NZPWI realiza entrevistas exclusivas com lutadores da World Wrestling Entertainment e da Total Nonstop Action Wrestling que já competiram na Nova Zelândia, como Samoa Joe e Bobby Lashley.

### Crescimento de circuitos independentes (década de 2000-presente)

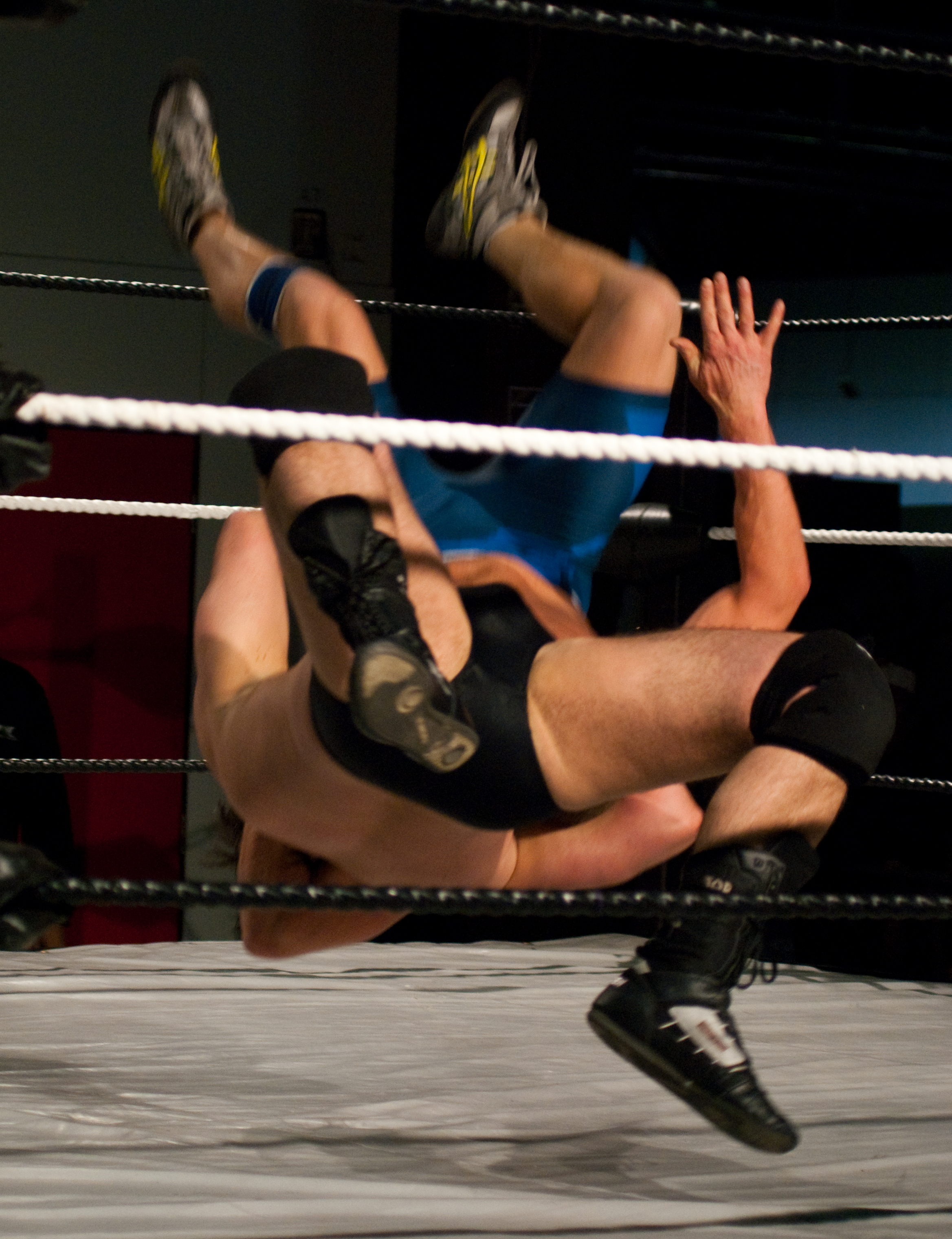
Uma luta no IPW Ignition, programa de televisão semanal da Impact Pro Wrestling (IPW).

Em 25 de maio de 2003, a cidade de Auckland sediou uma luta "campeão vs. campeão", onde o Campeão de Pesos-Pesados da NWA Jeff Jarrett derrotou Sting para unificar este título com o Campeonato de Pesos-Pesados da WWA. O promotor e lutador de wrestling profissional Martin Stirling iniciou a companhia Wellington Pro Wrestling em outubro de 2003, a primeira desde o fechamento da All Star Pro-Wrestling, e a New Zealand Wide Pro Wrestling em janeiro de 2005. Tais ações contribuíram fortemente para a emergência de inúmeros circuitos independentes no país, incluindo a Impact Pro Wrestling, de Cameron Bailey, localizada em Auckland, e a Kiwi Pro Wrestling, de Rip Morgan, em Wellington. A ascensão dessas novas promoções também trouxe de volta o wrestling profissional na televisão, que estava ausente desde o On the Mat de Steve Rickards, com a estreia do IPW Ignition e do Off the Ropes, este último da KPW. Das principais promoções neozelandesas nenhuma delas está situada na Ilha Sul, assim concentrando-se apenas na Ilha Norte.
A década presenciou o início da cooperação entre os promotores da Nova Zelândia e da Austrália. Em 2007, a Major Impact Wrestling, de Peter Balls, resolveu fundir-se com a Impact Pro Wrestling para formar uma promoção irmã na Austrália, chamada de Impact Pro Wrestling Australia. No mesmo ano, a New Aussie Wrestling teve a iniciativa de promover um evento inter-promocional chamado "Austrália vs. Nova Zelândia" junto com a Kiwi Pro Wrestling. Em 2008, a Australasian Wrestling Federation foi trazida para a Nova Zelândia por Shanan Gough.

## Promoções locais
| Ativas                              |            |                                 |                      | |
| Impact Pro Wrestling                | Auckland   | Cameron Bailey Chuck Warner     | 2003–                | Associada com a Major Impact Wrestling. Seu programa televisivo, o IPW Ignition, foi o primeiro programa sobre wrestling profissional a ser exibido no país desde a década de 1980. |
| Kiwi Pro Wrestling                  | Wellington | Rip Morgan                      | 2006–                | Possui o programa semanal Off the Ropes. |
| New Zealand Wide Pro Wrestling      | Wellington | Martin Stirling                 | 2003–                | Originalmente conhecida como Wellington Pro Wrestling, entre 2003 e 2005. |
| Extintas                            |            |                                 |                      | |
| Dominion Wrestling Union            | Wellington | Walter Miller Steve Rickard     | 1929–1961            | Primeira promoção de wrestling profissional na Nova Zelândia. |
| All Star Pro-Wrestling              | Wellington | Steve Rickard                   | 1962–1992            | Sucedeu a DWU como a maior e principal promoção de wrestling profissional no país.                                                                                                  |
| Central Wrestling Association       | Wellington | John DaSilva                    | Décadas de 1960-1970 | Possuia rivalidade com a All Star Pro-Wrestling, de Steve Rickard, que posteriormente comprou a CWA.                                                                                |
| South Pacific Wrestling Association | Auckland   | Ernie Pinches Don Scott         | Década de 1970       | [ 3 ] |
| Arena Wrestling Alliance            | Wellington | Don Muraco                      | 1990                 | [ 3 ] |
| Wai-Kato Wrestling Association      | Auckland   | Shane O'Rourke                  | 1991–1992            | [ 3 ] |
| International Wrestling Federation  | Auckland   | Vaughan Palelei Martin Stirling | 1993                 | [ 3 ] |

## Informação adicional
- Mazer, Sharon. Professional Wrestling: Sport and Spectacle. Jackson: University Press of Mississippi, 1998. ISBN 1-57806-021-4